# Contoocook
Contoocook is een plaats (census-designated place) in de Amerikaanse staat New Hampshire, en valt bestuurlijk gezien onder Merrimack County.

## Demografie
Bij de volkstelling in 2000 werd het aantal inwoners vastgesteld op 1444.

## Geografie
Volgens het United States Census Bureau beslaat de plaats een oppervlakte van 6,2 km², waarvan 5,9 km² land en 0,3 km² water.

## Plaatsen in de nabije omgeving
De onderstaande figuur toont nabijgelegen plaatsen in een straal van 28 km rond Contoocook.